# Parametr (matematyka)
Parametr – niewiadoma łącząca funkcję ze zmiennymi, w przypadku gdy relację tę trudno jest wyrazić równaniem. Innymi słowy jest to litera występująca w formule matematycznej, pełniąca w niej rolę współczynnika liczbowego.

## Parametr w naukach matematycznych

### Funkcje matematyczne
W funkcji jeden lub więcej argumentów jest określonych przez należącą do dziedziny funkcji zmienną {\displaystyle (x),} np.:
{\displaystyle f_{(x)}=2x.}
Wzór funkcji może jednak zawierać również parametry {\displaystyle (a,b,c)}:
{\displaystyle f_{(x)}=ax^{2}+bx+c.}
Różnica między symbolem {\displaystyle x,} a {\displaystyle a,b,c,} polega na tym, że {\displaystyle x} oznacza argument danej funkcji, jest też bezpośrednio związany z wartością, którą ona przyjmie. Natomiast {\displaystyle a,b} i {\displaystyle c} wskazują na to z jaką funkcją ma się do czynienia. Podział ten jest bardzo istotny – zamiana ról parametru i argumentu zmienia cały sens danej funkcji. Pojawienie się parametru sprawia, że zamiast mówić o konkretnej funkcji, mówi się o całej ich grupie, rodzinie.

### Geometria analityczna
W geometrii analitycznej figury przedstawia się jako wykresy funkcji. Przykładowo, okrąg o promieniu równym 1 i środku w początku układu współrzędnych, można przedstawić za pomocą:
- tak zwanego równania okręgu

{\displaystyle x^{2}+y^{2}=1}
- bądź też równania parametrycznego

{\displaystyle {\begin{cases}x=x_{0}+r\cos \alpha \\y=y_{0}+r\sin \alpha \end{cases}},}
gdzie parametrem jest {\displaystyle \alpha ,} które spełnia warunek {\displaystyle \alpha \in (0,\ 2\pi ).}

### Analiza matematyczna
W analizie matematycznej często porusza się kwestię całek zależnych od parametru. Można je wyrazić wzorem:
{\displaystyle F(t)=\int _{x_{0}(t)}^{x_{1}(t)}f(x;t)\,dx.}
Po lewej stronie równania {\displaystyle t} pełni rolę argumentu funkcji {\displaystyle F.} Po prawej stronie jest parametrem, gdyż podczas obliczania całki pozostaje stały. Dzięki temu możliwe jest rozważanie wartości funkcji {\displaystyle F} dla różnych wartości parametru {\displaystyle t.}